# 上池
座標: 北緯34度55分34.3秒 東経136度57分4.4秒 / 北緯34.926194度 東経136.951222度
上池（かみいけ）は愛知県半田市にあるため池である。
17世紀後半～19世紀前半に構築された。貯水量101,000m³、満水面積8.4haで、満水量で比較すると半田市内では七本木池（しちほんぎいけ）に次いで2番目の大きさである。
住宅地の中にあり近隣には高校、大学もある。県道を挟んだ七本木池（しちほんぎいけ）と並び冬季には数千羽の鴨などの渡り鳥が飛来することでも有名である。

## 周辺
- 愛知県立半田東高等学校
- 日本福祉大学半田キャンパス